# 윌리엄 트루스트에콩
윌리엄 폴 트루스트에콩(네덜란드어: William Paul Troost-Ekong 윌리암 파울 트로스트에콩[*], 1993년 9월 1일 ~ )는 사우디 프로페셔널리그 클럽 알콜루드에서 센터백으로 활약하고 있는 나이지리아의 프로 축구 선수이다. 네덜란드에서 태어난 그는 나이지리아 국가대표팀의 주장이자 선수로 활약하고 있다.
네덜란드에서 네덜란드와 나이지리아 혼혈 가정에서 태어난 트루스트에콩은 국제적인 수준에서 네덜란드와 나이지리아에 모두 출전할 수 있었다. 그는 2015년에 나이지리아 국가대표로 데뷔했고 그 이후로 70번 이상 출전했다.

## 구단 경력
트루스트에콩은 풀럼과 토트넘 홋스퍼에서 잉글랜드 유소년 축구를 했고, 트루스트에콩은 네덜란드에서 FC 흐로닝언과 FC 도르드레흐트에서 그의 시니어 경력을 시작했다.
셀틱으로 이적하는 등 해외로 연결된 후, 2015년 7월에 그는 벨기에의 KAA 헨트에 입단하여 노르웨이의 FK 헤우게순으로 임대되었다.
2017년 7월, 트루스트에콩은 튀르키예 쉬페르리그의 부르사스포르로 이적했다.
2018년 8월 17일, 트루스트에콩은 이탈리아 세리에 A의 우디네세에 입단했다. 세리에 A 데뷔 시즌에 그는 35번의 리그 경기에 출전했고, 4번의 출장 기록을 세우며 우디네세의 12위 자리를 도왔다. 다음 시즌, 우디네세는 승점 2점을 추가했지만, 13위로 마감했다. 팀의 상대적으로 부진한 리그 캠페인에도 불구하고, 트루스트에콩은 《르 제브레테》에서의 두 시즌 동안 AC 밀란과 유벤투스를 상대로 기억에 남을 승리를 거두며 선발 출전했고, 90분 내내 뛰었다.
2020년 9월 29일, 트루스트에콩은 5년 계약으로 EFL 챔피언십의 왓퍼드와 계약을 맺었다. 2020년 11월 7일, 그는 3-2로 이긴 코번트리 시티와의 경기에서 첫 골을 넣었다.
2023년 1월 24일, 트루스트에콩은 세리에 A의 살레르니타나로 임대 계약을 체결했다.
2023년 7월 4일, 그는 그리스 클럽 PAOK와 자유 이적을 위한 영구 계약을 체결했다.
2024년 8월 23일, 트루스트에콩은 사우디아라비아 클럽 알콜루드에 합류했다.

## 국가대표팀 경력

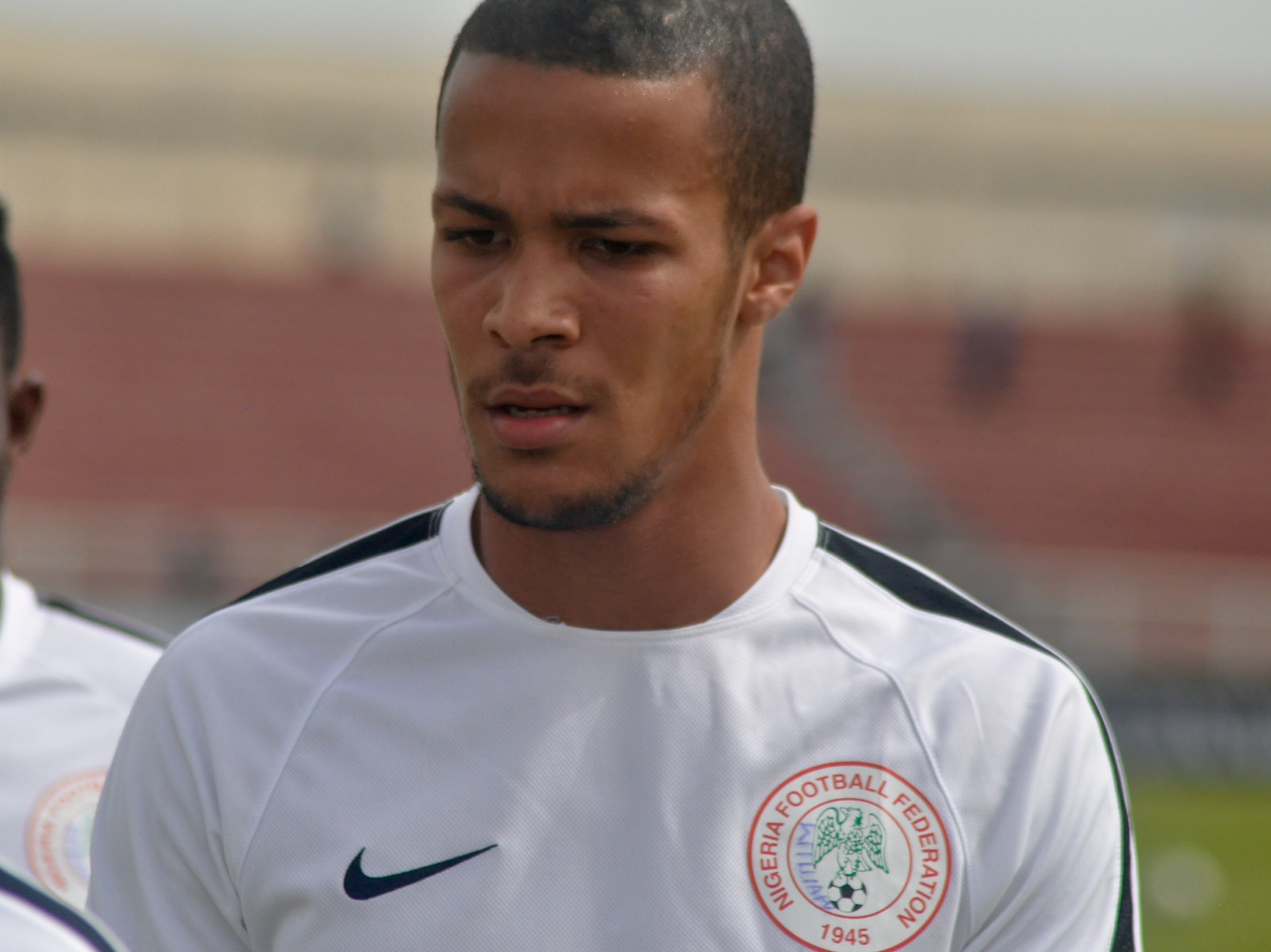
2015년 나이지리아와 함께 훈련하는 트루스트에콩

트루스트에콩은 네덜란드에서 네덜란드인 어머니 엘레아노어 트루스트와 나이지리아인 아버지 사이에서 태어났다. 그에게는 에밀리와 에베레스트라는 두 남매가 있다.
19세 이하와 20세 이하의 청소년 수준에서 네덜란드를 대표함에도 불구하고, 트루스트에콩은 결국 나이지리아를 대표하기로 선택했다. 그는 2015년 6월 13일 차드와의 아프리카 네이션스컵(AFCON) 예선 전에서 90분을 뛰며 나이지리아 국가대표팀에서 시니어 국제 데뷔를 했다.
그는 2016년 하계 올림픽을 위해 나이지리아 U-23 국가대표팀의 35인 임시 선수단에 선발되기 전까지 2016년 시니어 팀에서 세 번 선발 출전했다. 2018년 6월, 그는 러시아의 2018년 FIFA 월드컵을 위해 나이지리아의 23인 선수단에 이름을 올렸다.
트루스트에콩은 2019년 아프리카 네이션스컵 23인 선수단에 이름을 올렸고, 남아프리카 공화국을 상대로 89분에 결승골을 넣어 팀을 3위로 마무리하는 과정에서 준결승에 진출시켰다.
그는 지연된 2021년 아프리카 네이션스컵에서 나이지리아 국가대표팀의 주장을 맡았고, 기니비사우를 상대로 득점을 올리며 토너먼트 기술 연구 그룹의 그룹 스테이지 베스트 11에 이름을 올렸다. 나이지리아는 그 다음 라운드에서 튀니지에게 패배했다.
2022년 FIFA 월드컵 예선 3차전 가나와의 2차전에서 페널티킥을 성공시켜 1-1 무승부와 원정 다득점 원칙 패배로 끝이 났고, 결국 카타르에서 열리는 본선 진출에 실패했다.
2023년 12월 29일, 트루스트에콩은 코트디부아르에서 열린 2023년 아프리카 네이션스컵 25인 명단에 이름을 올렸다. 그는 코트디부아르와의 조별 리그 2차전에서 1-0으로 이긴 경기에서 페널티킥을 성공시켰다. 남아프리카 공화국과의 준결승전에서, 그는 승부차기에서 득점을 하기 전에 또 다른 페널티킥을 성공시켜 팀에 1-1 무승부를 안긴 후, 슛아웃에서 득점을 하여 4-2 승리를 거두었다. 그는 이후 코트디부아르와의 결승전에서 선제골을 넣었고, 이는 2-1 패배로 끝났다. 그럼에도 불구하고, 그는 토너먼트의 선수상을 수상하는데 성공했다.
그가 AFCON에서 기록한 5골은 현재 AFCON 역사상 수비수 최다골 기록이다.